# Ana Ruxandra Ilfoveanu
Ana Ruxandra Ilfoveanu (5 decembrie 1947, Ploiești - 11 august 2020, București) este pictor și desenator român, membră a Uniunii Artiștilor Plastici din România. Ana Ruxandra Ilfoveanu este soția pictorului Sorin Ilfoveanu și mama artiștilor plastici Adrian Ilfoveanu și Nicu Ilfoveanu.

## Studii
În 1968 Ilfoveanu a absolvit secțai pedagogică a Institutului Nicolae Grigorescu., la clasa profesorului Corneliu Baba.  Din 1977 Membră a Uniunii Artiștilor Plastici din România.

## Expoziții personale -selecție
- 1976 - Galeria Metopa, Pitești
- 1982 - Galeria Galateea, București
- 1987 - Galeria Orizont, București
- 1989 - Galeria Simeza, București
- 1993 - Galeria Orizont, București
- 1996 - Galeria Apollo, București
- 1997 - Galeria " First ", Timișoara
- 1998 - Galeria Agora, Resița
- 2000 - Galeria " Etaj ¾ " Artexpo, București
- 2002 - Muzeul de Artă din Ploiești
- 2006 - Galeria Apollo, București
- 2006 - Muzeul de Artă din Râmnicu Vâlcea
- 2007 - Muzeul de Artă Constanța
- 2009 - Saga Ilfoveanu,(împreună cu Sorin Ilfoveanu, Adrian Ilfoveanu și Nicu Ilfoveanu), Galeria ArtSociety, București
- 2011 - Paradis atipic Desen și Pictură, Galeria Veronikiart, București[3]

## Expoziții de grup -selecție
- 1975 - Expoziția anuală de pictură și sculptură, Sala Dalles, București
- 1980 - Expoziția anuală de pictură și sculptură, Sala Dalles, București
- 1980 - 1981 - Salonul de pictură, sculptură, grafică și artă decorativă, București
- 1982 - 1983 - Salonul Național de pictură, București
- 1983 - 1984 - Salonul de pictură, sculptură, al orașului București
- 1984 - Bienala de artă de la București
- 1986 - 1987 - Salonul Național de arte plastice, București
- 1987 - Expoziția de grup de acuarelă, Galeria Orizont, București
- 1989 - Expoziția de pictură, Muzeul de Artă din Pitești
- 1995 - Expoziția de grup, Galeria Orizont, București
- 1998 - Salonul municipal de artă București
- 1999 -" Temps et saisons ", Galeria Apollo, București
- 2002 - Galeria World Trade Plaza, București

## Expoziții și studii în străinătate
- 1980 - Cehoslovacia
- 1983 - URSS
- 1986 - Aachen, Germania
- 1992 - Volda, Norvegia
- 1993 - Wiesbaden, Germania
- 1994 - Argentan, Franța
- 1998 - Galeria Espace Atrium, Saint Avertin, Tours; Chateau de la Bourdaisière, Montlouis, Indre et Loire; Biénale de Baugé, Maine et Loire; Expoziția Amitié-Roumanie, Fussy, Cher, Franța.

## Lucrări în colecții
- România, Italia, Franța, U.S.A., Costa-Rica, Cipru, Norvegia.